# ماسكيد ولف
هاري مايكل (بالإنجليزية: Harry Michael)‏ (مواليد 1992)، المعروف باسم ماسكيد ولف (بالإنجليزية: Masked Wolf)‏، هو مغني راب يوناني أسترالي من سيدني، نيو ساوث ويلز. اشتهر بأغنيته «رائد فضاء في المحيط»، التي أصبح تقيمها «ضربة نائمة» في عام 2021 .

## حياته
في مقابلة في عام 2019، قال مايكل: «لطالما كنت مهتمًا بالموسيقى، وكطفل صغير، كان منفذي الموسيقي يعزف في الواقع على آلات مثل البيانو ولوحة المفاتيح والجيتار والطبول.» يعتبر هاري «معجب كبير» بموسيقى الهيب هوب الأمريكية. بدأ الكتابة في سن الثالثة عشرة.

## روابط خارجية
- الموقع الرسمي
- ماسكيد ولف التسجيلات من ديسكاغز.كوم